# ヴォルスンガ・サガ

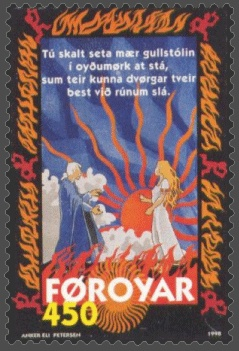
フェロー諸島で発行された郵便切手に描かれた『ヴォルスンガ・サガ』の一場面。ブリュンヒルド（ブリュンヒルデ）と父ブズリ。

『ヴォルスンガ・サガ』（Völsunga saga）とは、北ヨーロッパのサガ（伝説物語）である。現在はアイスランド語のものが伝わっており、1260年ごろにアイスランドで書かれたとも、それ以前にノルウェーで書かれたものが翻訳されて残ったともいわれている。ニーベルンゲン伝説がその大元となっている。
ヴォルスングの一族の起源と衰退を描いており、シグルドとブリュンヒルドの物語、およびブルグント族の滅亡に関する記述も含んでいる。
『ヴォルスンガ・サガ』の大部分は、『古エッダ』の『シンフィエトリの死について』などに見られるような古代の伝説に基づいている。この伝説は、古くは西暦1000年ごろに作られたとされるスウェーデンのラムスンド彫刻画などに見られる。しかし、その原型はずっと古く、5世紀から6世紀の間に中央ヨーロッパで起こった実際の出来事に基づいているのではないかと考えられている。
中高ドイツ語で書かれた叙事詩『ニーベルンゲンの歌』は、その大部分を中世初期からドイツで広く知られていた古い物語から取っており、『ヴォルスンガ・サガ』とはその祖を同じくしているものと考えられている。しかし『ニーベルンゲンの歌』において、その伝説の骨子は中世風の設定に作り直されている。

## 日本語訳
- 『ゲルマン北欧の英雄伝説 ヴォルスンガ・サガ』、菅原邦城訳、東海大学出版会、ISBN 4-486-00501-5、1979年。
- 『アイスランドサガ』、谷口幸男訳、新潮社、ISBN 4-10-313702-9、1979年。